# Free African Society

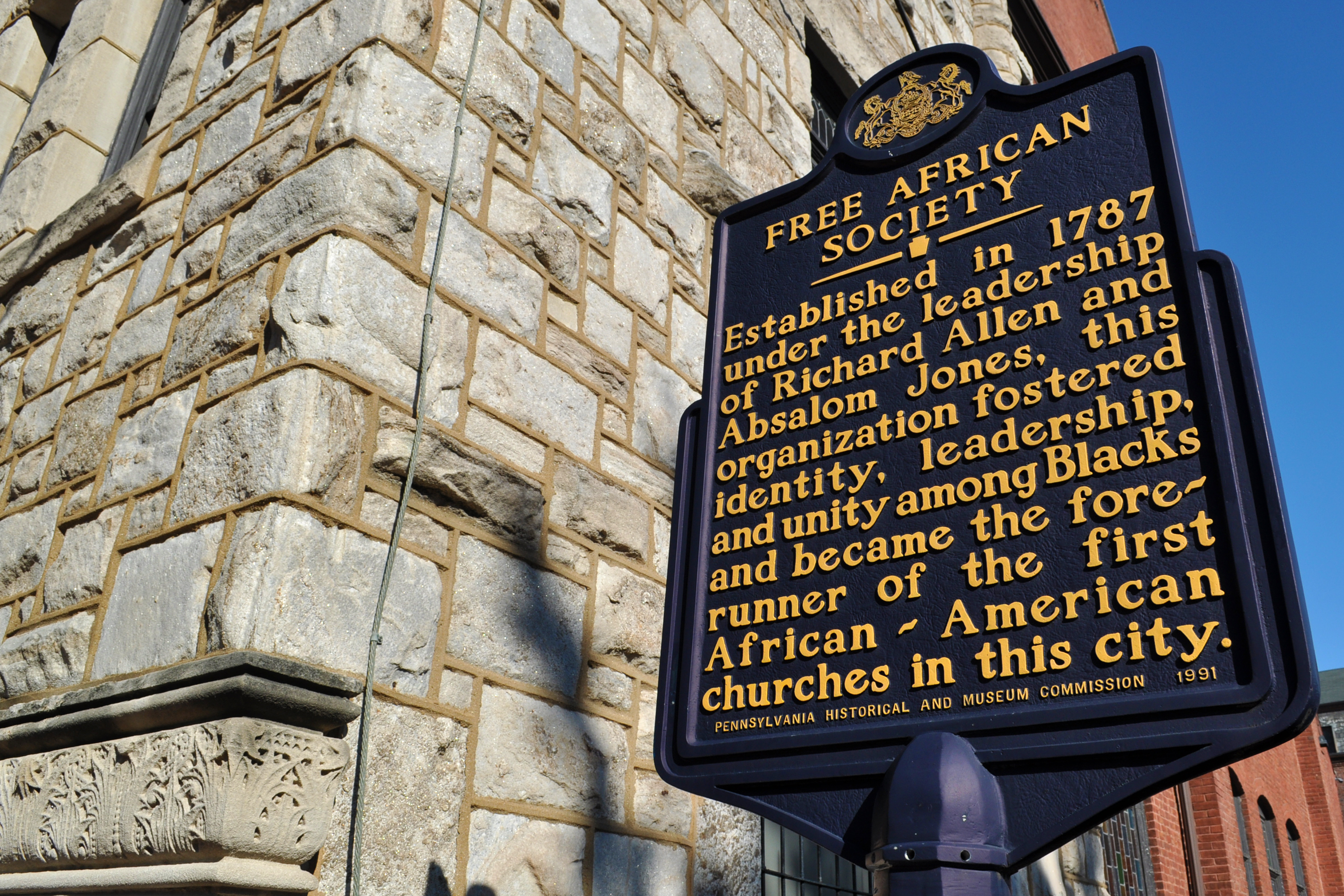
Marcatore storico della Free African Society tra le vie Six e Lombard di Filadelfia

La Free African Society (FAS), fondata nel 1787, era un'organizzazione di beneficenza che teneva servizi religiosi e forniva aiuto reciproco agli "africani liberi e ai loro discendenti" di Filadelfia. La Società fu fondata da Richard Allen e Absalom Jones. Fu la prima istituzione religiosa nera della città e portò a creare le prime chiese nere indipendenti negli Stati Uniti.
Tra i membri fondatori, tutti neri liberi, c'erano Samuel Baston, Joseph Johnson, Cato Freedman, Caesar Cranchell, James Potter e William White. Tra i membri di particolare rilievo c'erano abolizionisti afroamericani come Cyrus Bustill, James Forten e William Gray.

## Storia
La Free African Society (FAS) si sviluppò come parte dell'aumento dell'organizzazione civica in seguito all'indipendenza americana nella Guerra rivoluzionaria del 1776-1783; fu la prima società nera di mutuo soccorso a Filadelfia. La città era un centro in crescita di neri liberi, attratti dal lavoro e da altre opportunità. Nel 1790 la città contava 2.000 residenti neri liberi, un numero che continuò ad aumentare. Nei primi due decenni dopo la guerra, ispirati dagli ideali rivoluzionari, molti proprietari di schiavi liberarono i loro schiavi, soprattutto nell'Alto Sud. Gli Stati del Nord abolirono in gran parte la schiavitù. Numerosi liberati migrarono a Filadelfia dalle aree rurali della Pennsylvania e del Sud; era un centro in crescita della società nera libera. Inoltre, il loro numero fu aumentato dalle persone libere di colore rifugiate dalla Rivoluzione di Haiti a Saint-Domingue e dagli schiavi fuggiti dal Sud.

## Primi anni: dal 1797 al 1822
La FAS fu fondata nella primavera del 1787 a Filadelfia, poco prima che la Convenzione Costituzionale si tenesse nella città.
Richard Allen, un predicatore metodista, e Absalom Jones rifiutarono lo status di seconda classe in cui erano costretti i neri nella loro chiesa metodista dominata dai bianchi. Poiché il loro numero era aumentato, la congregazione della chiesa aveva costruito una galleria dove chiedeva loro di sedersi separatamente dalla congregazione bianca. Gli uomini e i loro sostenitori volevano creare un gruppo indipendente per incontrare le esigenze degli afroamericani. Progettarono la Free African Society come una società di mutuo soccorso per aiutare a sostenere le vedove e gli orfani, così come i malati o i disoccupati. Sostenevano l'istruzione dei bambini, o organizzavano apprendistati se i bambini non potevano frequentare una delle scuole gratuite che erano state sviluppate.
Il FAS forniva orientamento sociale ed economico e assistenza medica. Inoltre, aiutava i nuovi cittadini a creare il loro nuovo senso di autodeterminazione. Insegnando la parsimonia e come risparmiare per costruire ricchezza, divenne il modello per le banche della comunità afroamericana. Ha cercato di migliorare la morale dei suoi membri regolando i matrimoni, condannando l'ubriachezza e l'adulterio. In collaborazione con la città, ha acquisito un terreno a Potter's Field per un cimitero; ha iniziato a celebrare e registrare i matrimoni e anche a registrare le nascite per le persone della sua comunità.
Per incoraggiare la responsabilità e creare un fondo di aiuto comune, la FAS chiese ai membri di pagare quote di uno scellino al mese. Se non pagavano le quote per tre mesi, venivano esclusi dalla società e non potevano più partecipare ai suoi benefici. Le quote raccolte costituivano il fondo per i progetti di servizio alla comunità che la FAS organizzava. Tra questi, un programma alimentare per aiutare a sostenere i poveri e le vedove della comunità.

## Epidemia di febbre gialla del 1793
In aiuto ai malati la FAS divenne famosa per il lavoro caritatevole dei suoi membri come infermieri e assistenti durante l'epidemia di febbre gialla del 1793, quando molti residenti abbandonarono la città. Il medico Benjamin Rush credeva che gli afroamericani fossero immuni alla malattia. Scrisse una lettera aperta sul giornale, sotto lo pseudonimo di un noto quacchero che aiutava a educare i neri, e fece appello ai neri affinché aiutassero gli altri in città durante l'epidemia. Allen e Jones decisero di rispondere, insieme ad altri membri della FAS che servirono i residenti neri e bianchi come infermieri e assistenti durante quei terribili mesi.
Dopo tutto il loro lavoro, Allen e Jones scrissero un libro di memorie sugli eventi, che pubblicarono l'anno successivo, A Narrative of the Proceedings of the Black People during the late awful calamity... Stavano cercando di mettere le cose in chiaro e di difendersi da un pamphlet accusatorio pubblicato da Mathew Carey, dopo che era fuggito dalla città per gran parte del settembre 1793. Egli accusò i neri di applicare prezzi elevati per l'assistenza, di approfittarsi dei bianchi e persino di rubare loro durante l'epidemia. Il suo pamphlet si intitolava Breve resoconto della febbre maligna (1793). Allen e Jones hanno notato che furono i bianchi ad applicare tariffe elevate per l'assistenza durante la crisi.

## Dal 1794 ai primi anni del 1800
Molti membri che desideravano un'affiliazione religiosa più ampia seguirono Absalom Jones quando fondò la African Episcopal Church of St. Thomas. La Mother Bethel A.M.E. Church aprì le sue porte nel 1794. Nel 1803, Cyrus Bustill aprì una scuola per bambini neri nella sua casa e un anno dopo Absalom Jones aprì un'altra scuola. Nel 1837, con l'aiuto finanziario dei Quaccheri e della Pennsylvania Abolition Society, a Filadelfia erano attive dieci scuole private per neri.

## Preambolo e statuto dell'associazione
Filadelfia
[12, 4 mo., 1778]-- Considerando che Absalom Jones e Richard Allen, due uomini di razza africana, che per la loro vita religiosa e la loro conversazione hanno ottenuto una buona reputazione tra gli uomini, queste persone, per amore verso le persone della loro carnagione che vedevano con dolore, a causa del loro stato irreligioso e incivile, hanno spesso discusso insieme su questo argomento doloroso e importante, al fine di formare una sorta di società religiosa, ma essendo troppo pochi per trovarsi con la stessa preoccupazione, e quelli che c'erano, differivano nei loro sentimenti religiosi; In queste circostanze hanno lavorato per un po' di tempo, fino a quando, dopo una seria comunicazione di sentimenti, è stato proposto di formare una società, senza tener conto dei principi religiosi, a condizione che le persone conducessero una vita ordinata e sobria, al fine di sostenersi a vicenda nelle malattie e a beneficio delle vedove e dei figli senza padre.
ARTICOLI
[17°, 5° mo, 1787] - Noi, Africani liberi e loro discendenti, della Città di Filadelfia, nello Stato della Pennsylvania, o altrove, siamo unanimemente d'accordo, a beneficio reciproco, di anticipare uno scellino in moneta d'argento della Pennsylvania al mese; e dopo un anno di sottoscrizione dalla data del presente documento, di consegnare ai bisognosi di questa Società, se qualcuno dovesse averne bisogno, la somma di tre scellini e nove pence alla settimana del suddetto denaro: a condizione che questa necessità non sia causata dalla loro stessa imprudenza.
E si conviene inoltre che nessun ubriacone o persona disordinata sia ammessa come membro, e se qualcuno si dimostrasse disordinato dopo essere stato accolto, la suddetta persona disordinata sarà separata da noi, se non c'è una rettifica, con l'informazione da parte di due dei membri, senza che gli venga restituito il denaro della sua sottoscrizione.
E se qualcuno trascura di pagare la sua quota mensile per tre mesi, e dopo essere stato informato da due dei membri, senza che appaia una ragione sufficiente per tale negligenza, se non paga l'intera quota alla riunione successiva, sarà separato da noi, con l'informazione da parte di due dei membri, senza che venga restituito il denaro della sua quota.
Inoltre, se una persona trascura di incontrarsi ogni mese, per ogni omissione dovrà pagare tre penny, tranne in caso di malattia o di qualsiasi altro disturbo che richieda l'assistenza della Società, allora, e in tal caso, sarà esente dalle multe e dalla sottoscrizione durante la suddetta malattia.
Inoltre, riteniamo giusto e ragionevole che la vedova superstite di un membro deceduto goda dei benefici di questa Società finché rimane vedova, rispettando le sue regole, ad eccezione delle sottoscrizioni.
Riteniamo inoltre necessario che i figli dei nostri soci deceduti siano sotto la tutela della Società, in modo da pagare l'istruzione dei loro figli, se non possono frequentare la scuola gratuita; inoltre, se necessario, li mettiamo a lavorare come apprendisti in mestieri o luoghi adatti.
Inoltre nessun membro potrà convocare la Società, ma sarà compito esclusivo del Comitato, e solo in occasioni speciali, disporre del denaro in mano nel modo migliore, per l'uso della Società, dopo averne ottenuto la libertà in occasione di una riunione mensile, e svolgere qualsiasi altra attività, ad eccezione di quella di Cancelliere e Tesoriere.
E siamo d'accordo all'unanimità di scegliere Joseph Clarke come nostro Cancelliere e Tesoriere; e se un altro dovesse succedergli, resta sempre inteso che una delle persone chiamate Quaccheri, appartenenti a uno dei tre incontri mensili di Filadelfia, deve essere scelta per agire come Cancelliere e Tesoriere di questa utile Istituzione.
Si sono incontrate le seguenti persone: Absalom Jones, Richard Allen, Samuel Baston, Joseph Johnson, Cato Freeman, Caesar Cranchell e James Potter, oltre a William White, la cui assistenza tempestiva e le cui utili osservazioni ci sono state veramente utili. Questa sera gli articoli sono stati letti e, dopo alcune osservazioni utili, sono stati approvati.»